# Isosaari (ö i Finland, Lappland, Norra Lappland, lat 68,97, long 28,58)
Isosaari är en ö i Finland. Den ligger i sjön Korppikurujärvi och i kommunen Enare i den ekonomiska regionen Norra Lappland och landskapet Lappland, i den norra delen av landet, 1 000 km norr om huvudstaden Helsingfors. Öns area är 10,8 hektar och dess största längd är 0,7 kilometer i sydväst-nordöstlig riktning.